# Демократска Република Авганистан
Демократска Република Авганистан (перс. جمهوری اسلامی دموکراتیک افغانستان — Jumhūrī-ye Dimukrātīk-ye Afġānistān; пашту دافغانستان اسلامی دموکراتیک جمهوریت — Dǝ Afġānistān Dimukratīk Jumhūriyat) је била социјалистичка република у средњој Азији. Успостављена је након тзв. Саур револуције, 27. априла 1978. године. Велики део њена постојања обележила је совјетска интервенција против муџахедина и осталих антикомунистичких снага. ДР Авганистан престала је да постоји 28. априла 1992. године, доласком муџахедина на власт.

## Историја

### Саур револуција и стање до почетка рата
Оснивач прве авганистанске републике, Мухамед Дауд Кан, срушен је с власти у тзв. Саур револуцији 27. априла 1978. године. Повод за то била је смрт Мира Акбара Хибера, политичара из фракције Парчам Народне демократске партије Авганистана, који је умро под неразјашњеним околностима. Хафизула Амин, из фракције Халк био је главни организатор државног удара. Нур Мухамед Тараки, вођа фракције Халк, убрзо је изабран за председника НДПА, а Бабрак Кармал из Парчама, за његовог заменика. Врх власти није могао да правилно сарађује, због чега је њихово стварање фракција унутар владе убрзо довело до сукоба.
Припадници Парчама и Халка убрзо су се сукобили око питања треба ли примати у чланство НДПА војне официре који су учествовали у Саур револуцији. Халкисти су убрзо прогласили Парчамисте опортунистима, јер наводно нису учествовали у револуцији коју су у потпуности извршили Халкисти. Дана 27. јуна, три месеца после револуције, Хафизула Амин је однео победу над Парчамистима током седнице Централног комитета НДПА. Бабрак Кармал је био протеран. Халкисти су убрзо разоткрили покушај државног удара који су припремали Кармал и Парчамисти. Ово откриће имало је за последицу обрачун са Парчамистима и њихово уклањање са свих важнијих политичких позиција. Већина Парчамиста, који су били амбасадори у иностранству, вратила се у земљу, док су неки од њих и даље остали на тим позицијама, укључујући Кармала и Мохамеда Наџибулу.
Таракијеву владавину обележила је аграрна реформа, током које је земљопоседницима одузимана земље без накнаде. То је узроковало велико незадовољство међу одређеним групама становништва. Када је Тараки увидео незадовољство становништва аграрном реформом, прекинуо је ту политику. Комунистичка влада покренула је реформе које су долазиле у сукоб са традиционалним племенским уређењем, базираним на патријархализму. Женама је било допуштено да се баве политиком и забрањено је спровођење удаје под присилом. Међутим, већина становништва је била под јаким утицајем научавања ислама и увек пружала отпор изузетно централизованој власти. Таракијеве реформе с временом су покренуле оружани отпор и немире који су ускоро прерасли у отворени рат против владе у Кабулу, које ће да прерасте у грађански рат, што ће затим покренути совјетску интервенцију.

### Совјетска интервенција 1979.
Док су Амин и Тараки у почетку јако добро сарађивали, Тараки је убрзо постао пресамоуверен у сопствену способност да влада земљом, те је све виш почео да маргинализује Амина. Због тога се између њих брзо развила борба за контролу над авганском војском. Пошто су Таракијеве присталице покушале да убију Амина, овај се уротио против Таракија. После Таракијевог повратка из посете Куби, Амин га је дао угушити.
Током Аминове кратке тромесечне владавине, незадовољство народа је све више расло, а влада је изгубила надзор над руралним пределима. Било је све више случајева дезертовања из војске, а агенти КГБ-а су почели да се инфилтришу у НДПА. Аминови противници у егзилу агитовали су међу политичарима у Источном блоку против Амина, у чему је највише успеха имао Бабрак Кармал.
У међувремену, забринутост стањем у Авганистану је расла међу совјетским руководством. Наиме, забрињавало их је могуће ширење немира и исламског фундаментализма према централноазијским совјетским републикама (Узбечка ССР, Туркменска ССР, итд), те су планирали да на одговарајући начин реше стање у суседној земљи. Специјална комисија унутар Политбироа КПСС донела је закључак да се с власти сруши Амин и замени Кармалом, а ова операција је извршена 25. децембра 1979. године. Совјетске трупе су убиле Амина 27. децембра.

### Владавина Кармала (1979—1986)
Балбрак Кармал постао је нови председник Авганистана након Аминове смрти 27. децембра. По доласку на власт, Кармал је обећао многе реформе, ослобађање политичких затвореника затворнених после 1978. године, допуштање вишестраначком система власти, слободне изборе и остало, али већина тога није била остварена.
Пошто пад Амина и долазак Кармала на власт није спречио оружане сукобе широм земље, совјетско руководство је у јануару 1981. године закључило да се мир може успоставити једино војним поразом побуњеника. Кармал је на потицај Совјета удвостручење регрутације нових војника, извршио неколико промоција официра у више чинове, продужено је служење војног рока. Ово је била последица великог броја дезертерства из авганске војске. Процењује се да је авганска влада тада трошила 40% свог буџета на одбрану.
Маја 1985, Кармал је под притиском Совјета дао оставку на месту секретара НДПА, а наследио га је Мохамед Наџибула, дотадашњи министар државне безбедности. Упркос томе, Кармал је задржао утицаја у вишим структурама и остао председник државе све до новембра 1986. године. На том месту га је наследио Хаџи Мохамед Чамкани, који није био члан владајуће НДПА.

### Наџибула и повлачење Совјета (1986—1989)
Наџибула је септембра 1986. године основао Комисију националног компромиса, чији је циљ био привољење око 40.000 побуњеника да престану с борбом и прикључе се новој коалиционој влади. Овај програм је ускоро пропао, али је влада ипак на своју страну придобила неке муџахедине, који су добили функције у владиној милицији.
Иако је Наџибула де јуре био вођа Авганистана, совјетски функционери су ипак обављали највећи део администратнвних послова. Михаил Горбачов је након доласка на власт суочио совјетско руководство с трошењем превише ресурса на рат у Авганистану, док неких већих помака уопште није било. Наџибула се противио совјетском повлачењу, јер је авганска војска била на рубу распада. Знао је да би одласком Совјетске армије његова влада убрзо пала под навалом герилских група. Од 1986. године, почело је постепено повлачење совјетских трупа. У Женеви је, 1988. године, склопљен договор да се већина совјетских трупа повуче до 15. фебруара 1989. године. Мањи део њих остао је само уз пограничну зону Авганистан-СССР.

### Последње године Демократске републике (1989—1992)
Пакистан је и после повлачења совјетске војске наставио да помаже муџахедине, што је било директно кршење Женевских договора из 1988. године. Већина спољашњих аналитичара предвиђала је скори пад Наџибулине владе. До почетка 1991. године, влада у Кабулу контролисала је само 10% територије Авганистана.
Марта 1992. године, Наџибула је у договору с Уједињеним нацијама пристао да се његова влада замени прелазном. Дана 14. априла, Наџибула је под утицајем Ватан партије био принуђен да преда оставку. Рат у Авганистану није завршио падом Наџибуле и Демократске Републике, него се наставио и даље.

## Економија
Таракијева влада покренула је аграрну реформу 1. јануара 1979. године, којом је било предвиђено да породице могу да обрађују само одређену количину земље. Они чија је количина земље прелазила одређену норму, остајали су без тог вишка, а да им влада није надокнадила губитак. Влада је мислила да ће овим потезима привући сиромашно сељаштво, али се реформа показала неучинковитом. Када је Тараки схватио да су ове мере непопуларне међу народом, одустао је од реформе. Ипак, реформа је поведена до краја за време владавине Бабрака Кармала.
Током грађанског рата и совјетске интервенције, добар део инфраструктуре био је уништен. Бруто домаћи производ је са 159,7 билиона авганских авгана у 1979, опао на 154,3 билиона у 1981. години. Највише запослених је било у пољопривредном сектору (63% БДП-а 1981). Једина стабилна економска активност током Кармалове владавине био је увоз и извоз.
Наџибула је наставио Кармалову политику зближавања с Источним блоком и повећавао размену робе са Совјетским Савезом. Јануара 1986, био је покренут Први петогодишњи план, који је трајао до марта 1991. године. Нови устав, усвојен 1990. године, дао је више слободе и пажње приватном сектору економије.

## Армија
Врховни командант војске ДР Авганистана био је уједно и генерални секретар владајуће Народне демократске партије Авганистана. од око 8 000 официра 1978. године, између 600 и 800 њих били су комунисти. До совјетске интервенције 1979, број официрског кадра пао ја на само 1100 њих. НДПА је започела чистке у војсци одмах након доласка на власт. После тога, у војсци је остало само 200 официра-комуниста.
Након почетка совјетске интервенције 1979, војници су служили трогодишњи војни рок, који је 1984. године повишен на четири године. Процењује се да је авганска војска сваке године губила 15 000 војника, од којих би 10.000 дезертовало, а 5 000 погинуло у борбама против муџахедина.
Авганска војска састојала се од четрнаест дивизија, од којих су једанаест биле пешачке, а три оклопне. Једна пешачка дивизија требало је да се састоји од око 4 000 до 8 000 војника, а између 1980. и 1983. бројала је између 2 000 и 2 500 војника. За разлику од пешачких, број војника у оклопним дивизијама увек је био око 4 000.
Ваздухопловне снаге никад нису биле јачи део авганске војске. Током рата у Авганистану, ваздухопловне снаге су углавном држали Совјети, а авганским војницима није био дозвољен приступ војним аеродромима.